# Floro Díaz
Floro Díaz Arnesto (Resistencia, 16 gennaio 1906 – ...) è stato uno schermidore argentino.

## Biografia
Ha partecipato ai Giochi della XIV Olimpiade di Londra nel 1948.

## Palmarès
In carriera ha conseguito i seguenti risultati:
- Giochi panamericani:

Buenos Aires 1951: oro nella spada a squadre.
Città del Messico 1955: oro nella spada a squadre e bronzo nella sciabola a squadre.
Chicago 1959: bronzo nella spada a squadre.
San Paolo 1963: bronzo nella spada a squadre.